# Madalena Fragoso
Madalena Fragoso (* 1939 oder 1940; † 20. Februar 2013 in Lissabon) war eine portugiesische Publizistin.

## Leben
Fragoso schloss ihr Studium der Germanistik an der Faculdade de Letras der Universität Lissabon ab. Anschließend war sie in der Werbebranche tätig. Nach der Nelkenrevolution im April 1974 übersiedelte Fragoso nach London und arbeitete dort in der Agentur Leo Burnett.
1988 gründete sie in Portugal die Frauenzeitschrift Máxima, die sie 15 Jahre leitete.